# Stone Temple Pilots
Stone Temple Pilots, (skraćeno STP) je popularni hard rock, grunge sastav, sačinjen od Scotta Weilanda (vokala), braće Roberta (basista) i Deana DeLeo-a (gitarista) te Erica Kretza (bubnjara).
Njihovih 5 albuma prodano je u više od 17 milijuna kopija. Sastav je imao 15 top 10 singlova na Billboardovoj rock listi, uključujući 6 #1's i 1 #1 albuma na pop listi (1994's Purple). 1994. STP je dobio Grammy nagradu za "Najbolje Hard Rock nastupanje s vokalom" za svoju pjesmu Plush. Uz svoje originalne materijale, obradili su i obuhvatili i neke stvari od grupa Led Zeppelin, The Doorsa i Beatlesa. To su bili i neki sastavi koji su utjecali na zvuk i ostale stvari sastava.
2003. pustili su na tržište kompilaciju najboljih pjesama pod imenom Thank you. U to vrijeme članovi su počeli razdvajati se i polaziti svojim vlastitim putevima. Poslije raspada STP-a, Weiland je postao frontman sastava Velvet Revolver koji su činili i neki bivši članovi popularnog sastava Guns'n'Roses. Braća DeLeo su u to vrijeme osnovali svoj novi sastav pod imenom Army of Anyone, s Richardom Patrickom iz Filtera. Kretz je osnovao Bomb Shelter Studios u Los Angelesu. Sastav se ponovno okupio 31. listopada 2008. u gradu Pelham, Alabama, te su ubrzo objavili novi kompilacijski album Buy This. 

## Diskografija

### Albumi
- Core (1992.)
- Purple (1994.)
- Tiny Music ... Songs From The Vatican Gift Shop (1996.)
- No.4 (1999.)
- Shangri-La Dee Da (2001.)

### Kompilacije
- Thank You (2003.)
- Buy This (2008.)

## Vanjske poveznice
- Biografija (Muzika.hr)  Arhivirana inačica izvorne stranice od 3. studenoga 2009. (Wayback Machine)